# Santiago (huyện)
Huyện Santiago là một huyện (distrito) thuộc tỉnh Veraguas ở Panama. Theo điều tra dân số năm 2000, huyện này có dân số 74679 người. Huyện Santiago có diện tích 971 km². Huyện lỵ đóng tại Santiago de Veraguas.